# 法蒂玛·马凯耶娃
法蒂玛·胡赛因诺夫娜·马凯耶娃（1935年—；也译法提麦·马凯耶娃，也记作Ф·马凯耶娃），吉尔吉斯斯坦作家，东干人，东干学学者、文学评论家、民俗学者，诗人胡塞·马凯之女。楚河大学语文系教授，语文学副博士。

## 生平
1935年12月25日出生于杰季-奥古兹区。1961年毕业于吉尔吉斯斯坦女子学院语言学系俄语语言文学系。1961年至1965年在莫斯科高尔基世界文学研究所研究生院学习文学研究。1965年至1977年任吉尔吉斯苏维埃社会主义共和国科学院东方学系高级研究员，1977年至1993年在马雅可夫斯基女子师范学院俄罗斯与外国文学系任副教授。1993年起任楚河州立大学语言学系教授。马凯耶娃自1990年以来一直是吉尔吉斯共和国作家联盟的成员。
曾工作于吉尔吉斯科学院东干学部，后在吉尔吉斯女子师范学院、楚河大学等任教授。学术研究着重于东干文学评论。
1998年应邀到中国参加首届回族历史与文化国际学术讨论会。

## 著作
- 《东干苏维埃文学的建立和发展》[7]（伏龙芝，1984年[8]），介绍东干文学创立、发展，评论重要作家创作特点[3]。
- 《春天的歌手》（伏龙芝，1967年[3]）、《亚瑟儿·十娃子的创作》（伏龙芝，1972）等多本文学评论专著[3]。
- 《东干饭菜》（参与编辑出版）[2]